# Julia Seuschek
Julia Seuschek (geboren 1993) ist eine österreichische Schriftstellerin.
2015 veröffentlichte sie auf CreateSpace ihren ersten Roman Feuerrot, eine romantische Zeitreisegeschichte für Jugendliche. 2016 folgte der Fantasy-Kurzroman Schattenleben und 2017 erschien ihr dritter Roman Straßenkötergene, eine romantische Mädchen-verliebt-sich-in-Prinz-Geschichte vor dem Hintergrund einer postapokalyptischen Welt, in der die Menschheit in zwei Klassen bzw. Rassen zerfällt.
2020 erscheint ihr Roman Schattenleben mit dem neuen Untertitel Wenn sich Mond und Sonne die Hände reichen in einer komplett überarbeiteten Version beim Carow Verlag, der durch die Übernahme des Merquana Verlages die Rechte besitzt.
2016 studierte Seuschek Germanistik und Pädagogik an der Universität Klagenfurt.

## Bibliografie
- Feuerrot : Verlieb dich nie in deinen Mörder. CreateSpace, 2015, ISBN 978-1-5194-4837-8.
- Schattenleben : Gefangen zwischen Licht und Dunkelheit : Ein Kurzroman. Merquana Verlag, Leipzig 2016, ISBN 978-3-943882-05-6.
- Straßenkötergene. Drachenmond-Verlag, Leverkusen 2017, ISBN 978-3-95991-277-8.
- Schattenleben : Wenn sich Mond und Sonne die Hände reichen : Roman. Carow Verlag, Müncheberg 2020, ISBN 978-3-944873-54-1.